# Romain Villa
Romain Villa (født 27. april 1985 i Charville-Mézières i Frankrig) er en fransk cykelrytter.